# Кошалінське побережжя

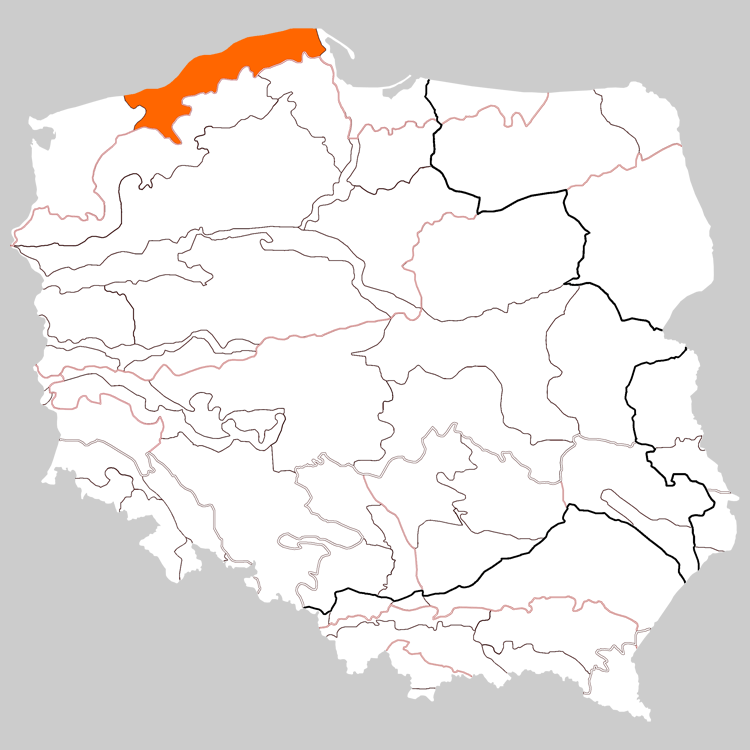
Кошалінське побережжя на фізико-географічній карті Польщі.

Коша́лінське побере́жжя (пол. Pobrzeże Koszalińskie) (313.4) — фізико-географічний макрорегіон Польщі на південнобалтійському узбережжю, обмежений долиною Парсенти на заході та мисом Розеве на сході; охоплює Словінське узбережжя (з численними прибережними озерами) та моренні рівнини і височини з річковими долинами (Парсенти, Ґрабової, Вєпши, Слупї, Лупави, Леби) та ділянками післяльодовикових долин; довжина бл. 190 км, ширина 25–30 км (тільки по Парсенті до 60 км). Кошалінське побережжя відділене від Західнопоморського поозер'я на півдні підвищенням рельєфу місцевості на висоті 50—100 м. 
Туристично-рекреаційний і курортний район; серед курортних містечок: Мельно, Дарлово, Колобжег, Устка, Леба. В районі озер Ґардно і Лебсько знаходиться Словінський національний парк. Важливі міста регіону: Кошалін, Слупськ, Колобжег, Лемборк, Бялоґард.
У його межах шість мезорегіонів:
- Словінське узбережжя
- Бялоґардська рівнина
- Слупська рівнина
- Дамницька височина
- Жарновецька височина
- Післяльодовикова долина Леби-Реди